# Hybochelus leucogranulatus
Hybochelus leucogranulatus is een slakkensoort uit de familie van de Chilodontaidae. De wetenschappelijke naam van de soort is voor het eerst geldig gepubliceerd in 2006 door Fu & Sun.